# Hansahaus (Düsseldorf)

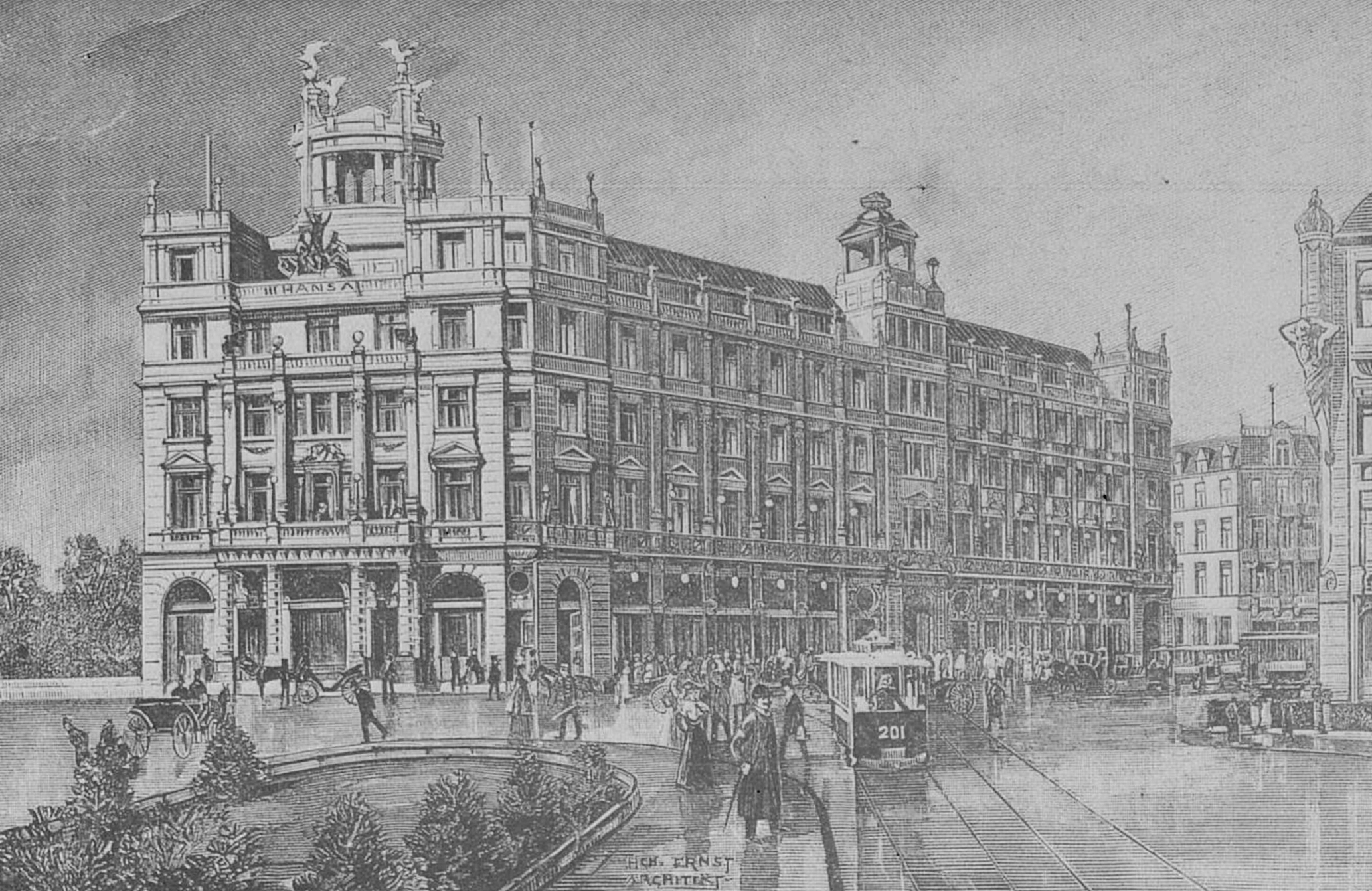
Hansahaus am Bahnhofsvorplatz (1903)

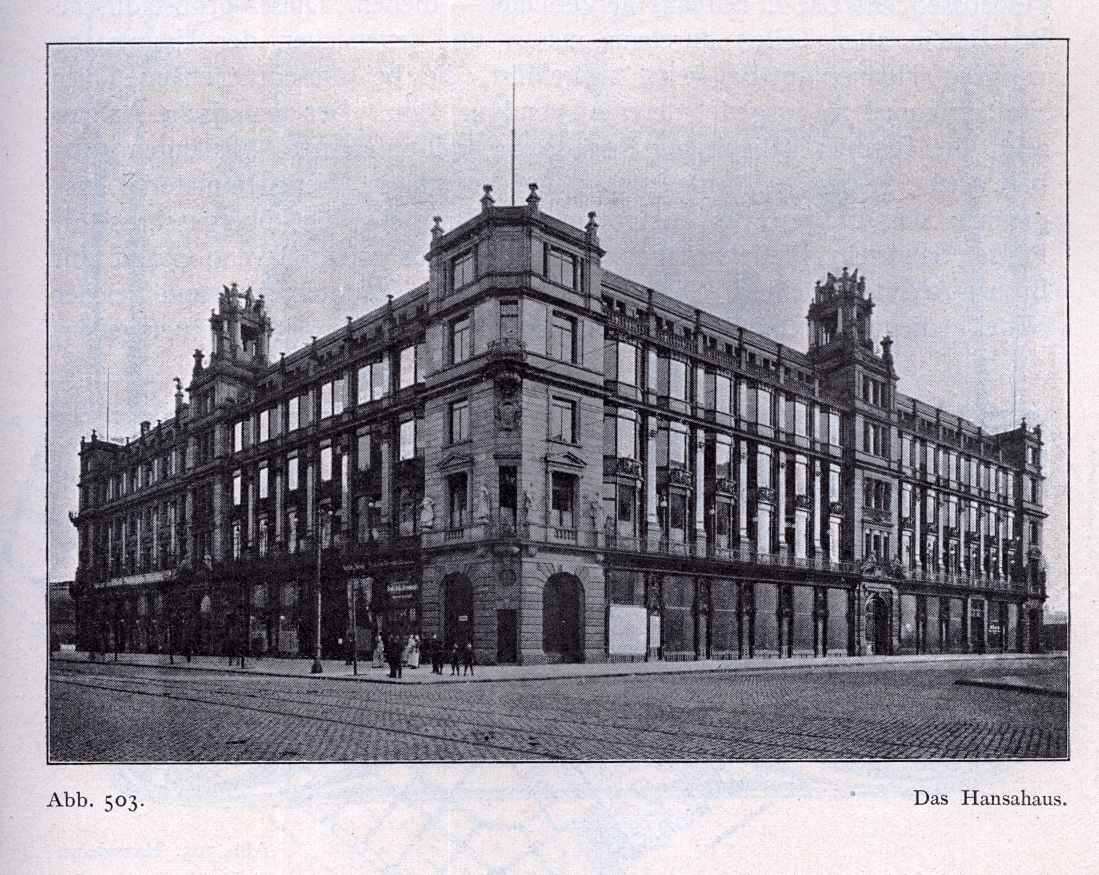
Hansahaus (1904)

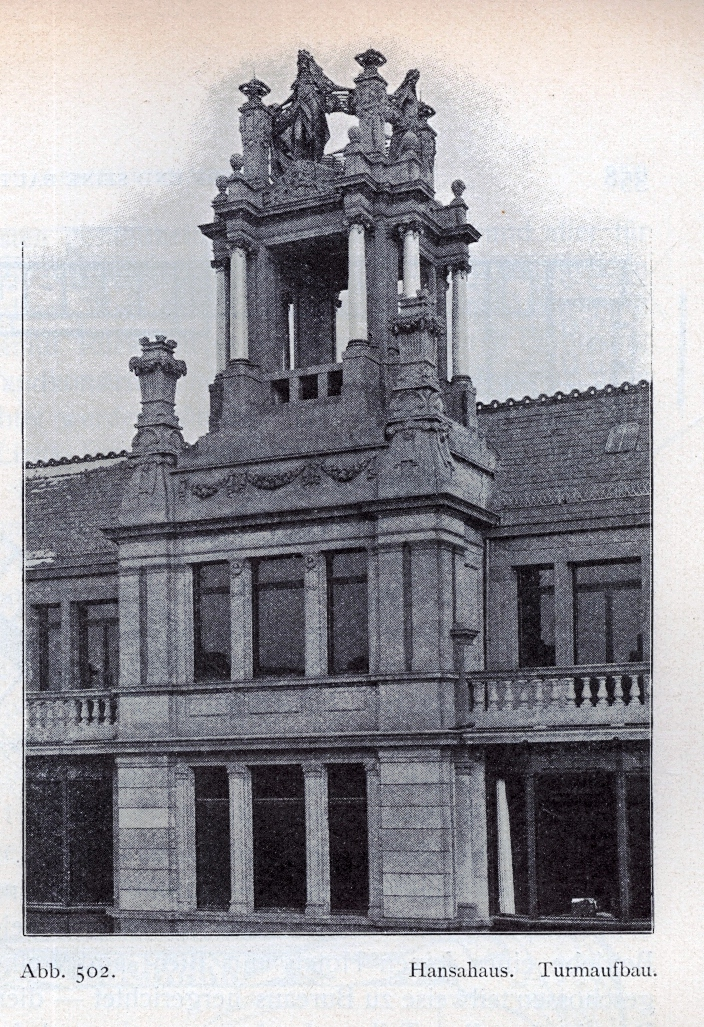
Turmaufbau über dem Portal

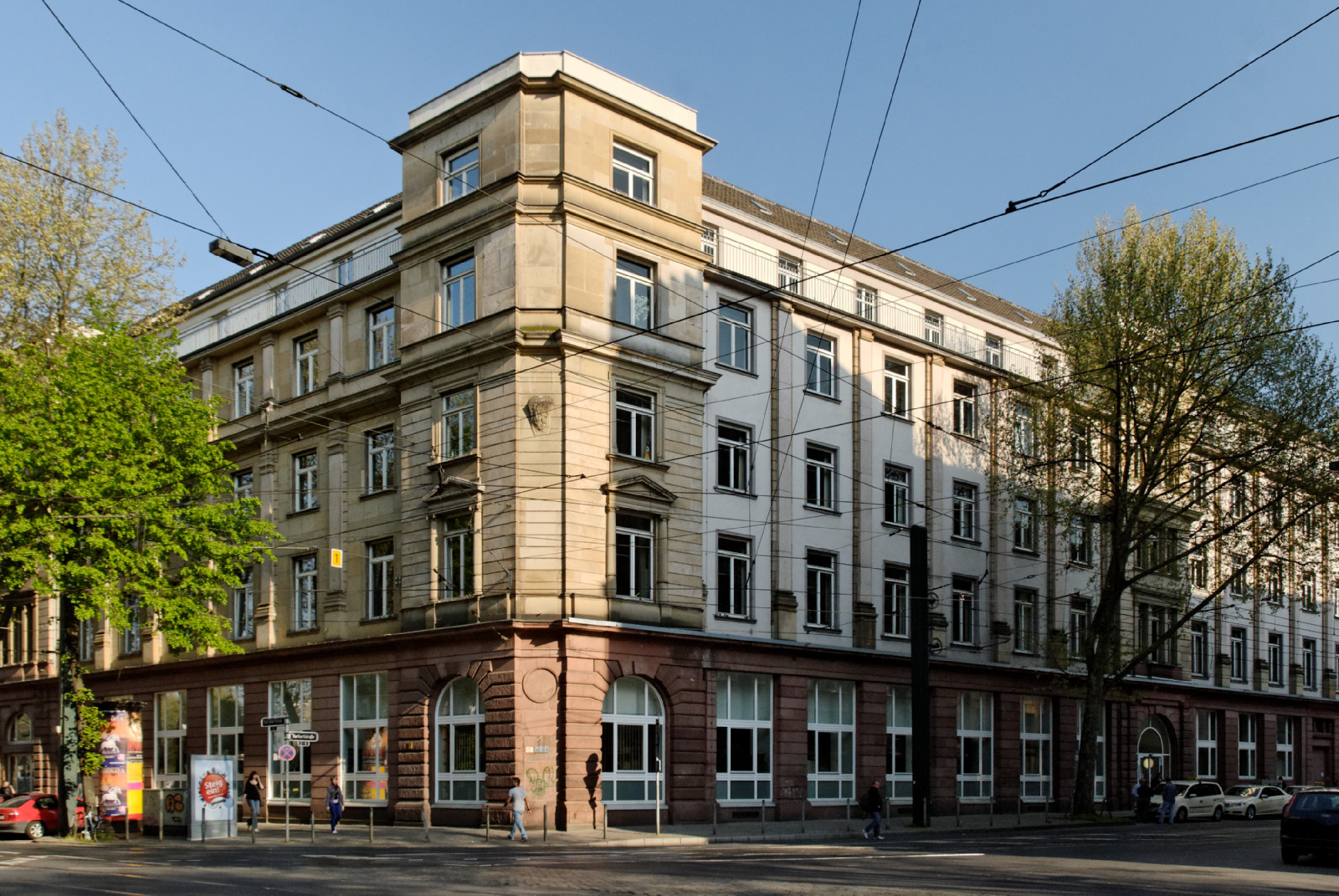
Hansahaus (2011)

Das Hansahaus am Wilhelmplatz (dem heutigen Konrad-Adenauer-Platz) in Düsseldorf war im Jahre 1904 die „grösste und bedeutendste Anlage aus [einer] Gruppe von Geschäftshäusern“. Es wurde von 1900 bis 1902 von dem Zürcher Architekten Heinrich Ernst für die Rheinische Immobiliengesellschaft „Hansa“ erbaut. Das Gebäude umfasst einen Baublock, der durch den Wilhelmplatz, die Graf-Adolf-Straße und die Harkortstraße sowie die Bahnanlagen begrenzt wird. Die Fassade zur Harkortstraße wurde „nach dem Muster großstädtischer Geschäftspaläste […] in den Formen italienischer Renaissance mit modernen Anklängen“, also im Stil der Neorenaissance, erbaut. Die Fassaden wurden im Erdgeschoss mit rotem Mainsandstein verkleidet, die Obergeschosse mit Pfälzer Sandstein, die Pfeilervorlagen und Säulen in rotem Baveno-Granit mit Bronze-Architekturteilen. Die Baukosten betrugen 2.110.000 Mark.
Das Gebäude wurde nach Kriegsschäden erheblich verändert bzw. vereinfacht instand gesetzt. Seit November 1959 ist in dem Gebäude der Landesrechnungshof Nordrhein-Westfalen untergebracht.